# Merseburg

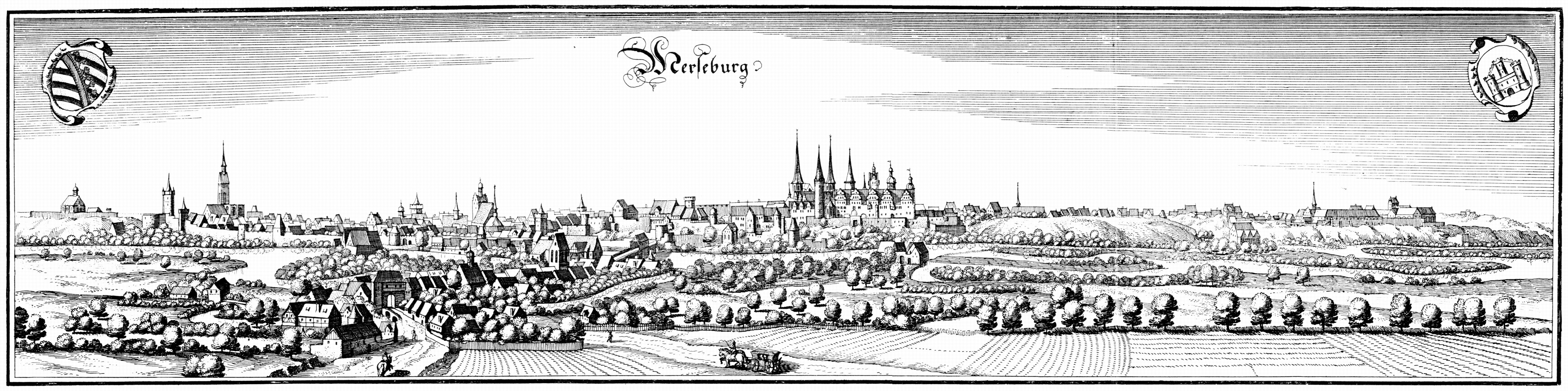
Merseburg in 1650.

Merseburg là một đô thị thuộc huyện Saalekreis, bang Saxony-Anhalt, Đức.

## Thành phố kết nghĩa
- Châtillon, Pháp,
- Genzano di Roma, Ý,
- Bottrop, Đức.